# Hoher Wald (Thüringer Schiefergebirge)
Der Hohe Wald ist eine 693,6 m ü. NHN hohe Erhebung, welche sich zwischen Altenfeld und Großbreitenbach im westlichsten Teil des Hohen Thüringer Schiefergebirges nahe dem Übergang zum Thüringer Wald befindet. In südlicher und südwestlicher Richtung wird der Berg vom Oelzetal und in östlicher Richtung vom Grundstal mit dem Grundsbach begrenzt.
Im engeren Sinne ist der Hohe Wald (teilweise auch Hohewald geschrieben) ein Waldgebiet auf dem südsüdöstlichen Ausläufer dieser Erhebung, südlich des Kahlswaldes, der den ostsüdöstlichen bis südöstlichen Hang der Erhebung einnimmt. Auf dem westsüdwestlichen Ausläufer der Erhebung liegt der Königswald.

## Besonderheiten
Über den Berg hinweg verläuft eine 380-kV-Höchstspannungleitung, welche die im Pumpspeicherwerk Goldisthal erzeugte elektrische Energie zur Schaltanlage Altenfeld leitet. Im Jahr 2015 wurde parallel zu dieser Leitung eine zweite 380-kV-Höchstspannungleitung errichtet, die die Umspannwerke Altenfeld und Redwitz an der Rodach verbindet. Durchquert wird der Berg von dem Tunnel Silberberg der Schnellfahrstrecke Nürnberg–Erfurt, dessen Südportal hier in das Oelzetal mündet.

## Wanderziele
- Wanderung von Altenfeld aus zur Dianahütte.